# Urausu
Urausu (jap. 浦臼町 Urausu-chō) – miasto w Japonii, w prefekturze Hokkaido, w podprefekturze Sorachi. Według danych na rok 2020 miejscowość zamieszkiwało 1 732 mieszkańców , a gęstość zaludnienia wyniosła 17 os./km².